# Издаја (филм из 1976)
„Издаја“ је југословенски филм из 1976. године. Режирао га је Марио Фанели, а сценарио је писао Казимир Кларић.

## Улоге
| Глумац                | Улога |
| --------------------- | ----- |
| Реља Башић            |       |
| Слободан Димитријевић |       |
| Божидарка Фрајт       |       |
| Зденка Хершак         |       |
| Угљеша Којадиновић    |       |
| Звонко Лепетић        |       |
| Јован Личина          |       |
| Божидар Орешковић     |       |
| Миа Оремовић          |       |
| Круно Валентић        |       |
| Анте Дулчић           |       |
| Сабрија Бисер         |       |
| Енес Кишевић          |       |
| Перица Мартиновић     |       |
| Стево Крњајић         |       |